# Живан Маричић
Живан Маричић (Жича, код Краљева, 16. април 1911 — 1943), учесник Народноослободилачке борбе и народни херој Југославије.

## Биографија
Рођен је 14. априла 1911. године у селу Жича, код Краљева.
Пре Другог светског рата је радио као радник у Фабрици вагона у Краљеву.
Члан Комунистичке партије Југославије (КПЈ) је од 1941. године.
Учесник Народноослободилачке борбе је од 1941. године.
Налазио се на функцији команданта Четвртог краљевачког батаљона у Првој пролетерској ударној бригади.
У борбама јединица Прве пролетерске дивизије с јединицама немачке 118. ловачке дивизије, приликом покушаја пробоја преко реке Дрине, на сектору Фоча-Шћепан поље, 22. маја 1943. године, Живан је био тешко рањен. Пренесен је у Централну болницу, у којој је преминуо током јуна.
Указом Председништва Антифашистичког већа народног ослобођења Југославије (АВНОЈ) број 297/45 22. августа 1945, међу првим борцима Народноослободилачке војске, проглашен је за народног хероја.
По њему се зове ОШ „Живан Маричић“ Жича, а његово име је носила и Фабрика вагона Краљево (Металски комбинат "Живан Маричић"), некадашњи металски гигант познат по производњи вагона, лиснатих опруга, камионских приколица, лиценцној производњи "Фаунових" дампера-кипера, монтажи мађарских камиона "Раба" итд.